# Margaret Price
Margaret Berenice Price (13. april 1941 – 28. januar 2011) var en walisisk operasanger (sopran). Hun var udnævnt til Dame Commander of the Order of the British Empire (DBE).

## Opvækst
Margaret Price blev født i Blackwood i Wales. Ved fødslen var hendes ben deforme, og som fireårig gennemgik hun en operation i den anledning. Hun måtte dog døje med smerter i benene resten af livet. Hun måtte ofte som barn tage sig af sin yngre bror, John, der var mentalt handicappet.
Hendes far var en udmærket amatørpianist, men han var imod, at hans datter skulle have en musikalsk karriere. I stedet satsede hun på en fremtid som biologilærer. Imidlertid syntes hendes musiklærer i skolen, at hun skulle prøve at forfølge musikken, og han fik hende til som femtenårig at aflægge prøve for organist og dirigent Charles Kennedy Scott, der overbeviste hende om at søge ind på Trinity College of Music i London, og han sørgede for at finde et stipendium til hende. På Trinity blev hun indledningsvis uddannet som mezzosopran.

## Karriere
Da hun var færdiguddannet, kom Margaret Price i første omgang med i koret Ambrosian Singers, hvor hun var med til at bidrage til El Cid, en film med Charlton Heston fra 1961.
Hendes far var i mellemtiden blevet overbevist om en fremtid for hende, og han begyndte at promovere hende over for forskellige operahuse med henblik på at skaffe hende til prøve. Dette gav resultat, og Price debuterede som Cherubino i Mozarts Figaros bryllup ved Welsh National Opera i 1962. Hun kom også til prøve to gange på Royal Opera House, hvor chefdirigent Georg Solti dog afviste hende, da hun efter hans mening "manglede charme".  Hun blev i stedet ansat som dubleant, idet Solti fik indført i hendes kontrakt, at hun aldrig skulle regne med at få hovedroller. På trods af dette fik hun et regulært gennembrud, da den normale hovedrolleindehaver Teresa Berganza en aften måtte melde afbud; igen var det i rollen som Cherubino.
Efter dette blev hun af komponisten James Lockhart overbevist om, at hun skulle modtage yderligere undervisning for at forbedre sin teknik og udvide stemmeomfanget. Det resulterede i, at hun udviklede sig til en af de meste populære lyriske sopraner i 1970'erne og 1980'erne.
Blandt hendes roller var Titania i En midsommernats drøm af Britten og Constanze i Mozarts Bortførelsen fra Seraillet. Price var ikke meget for at rejse, og hun holdt sig derfor i begyndelsen af sin karriere mest til hjemlandet. I 1971 blev hun lokket til Köln og München, hvor hun fejrede nye triumfer med roller i blandt andet Don Giovanni og Così fan tutte. I et nært professionelt samarbejde med dirigenten Otto Klemperer etablerede hun sig dermed som Mozart-specialist. Hun forblev bosiddende i München resten af karrieren.
Efter at være flyttet til Tyskland og være blevet en etableret stjerne havde Margaret Price nu mere mod på at rejse, og hun debuterede således på Metropolitan Opera i New York i 1985 i rollen som Desdemona i Verdis Otello. Nogle år senere var hun igen i New York, hvor hun spillede titelrollen i Richard Strauss' Salome.

## Repertoire
Price var primært kendt for sit Mozart-repertoire, blandt andet Donna Anna i Don Giovanni, Pamina i Tryllefløjten og Contessa i Figaros bryllup (i hvilken hun i begyndelsen af sin karriere havde spillet Cherubino). Dertil kom Verdi-roller som Amelia i Maskeballet, Elisabetta i Don Carlos og Desdemona i Otello. 
Ved siden af operaen var Price også en aktiv liedsanger, der både sang Schubert, Schumann og Strauss samt komponister fra Anden Wienerskole.
Hun indspillede en lang række plader med såvel lieder som opera. En af hendes mest roste indspilninger er rollen som Isolde i Wagners Tristan og Isolde, en rolle hun aldrig sang på scenen. Hun var Kammersängerein på Bayerische Staatsoper.

## Efter karrieren
I 1999 indstillede Margaret Price sin karriere og flyttede tilbage til sin barndoms Wales, hvor hun flyttede ind i et 160 år gammelt hus på landet. Her fattede hun interesse for hundeopdræt og havde succes med avl og udstilling af golden retrievere. Hun blev en enkelt gang af den lokale sognepræst overtalt til at give en optræden, men dette blev den sidste, idet hun fandt, at det måske var det mest nervepirrende, hun nogensinde havde været ude for.
I 1993 var hun blevet udnævnt til DBE. Hun døde af et hjerteanfald i en alder af 69 år i sit hjem.